# Rico (football)
Pour les articles homonymes, voir Rico.
Leandson Dias da Silva, surnommé Rico (né le 4 avril 1981 à Recife au Brésil), est un joueur de football brésilien, qui évolue au poste de attaquant.

## Biographie
Rico commence sa carrière professionnelle avec le São Paulo Futebol Clube, où il a notamment évolué aux côtés du meneur de jeu international Kaká. 
Il part ensuite rejoindre le Grêmio Foot-Ball Porto Alegrense. Rico part ensuite tenter sa chance à l'étranger et rejoint le Moyen-Orient à Bahreïn pour jouer au Al Muharraq Club en 2005, club pour lequel il évoluera en tout cinq saisons.
Lors de sa dernière saison, Rico inscrit un bon nombre de buts très importants, permettant à l'Al Muharraq de remporter le championnat bahreïni. Rico marque en effet sur penalty à la dernière seconde du match contre Sitra, ce qui leur donne le titre. Rico aide également Muharraq à battre le Riffa Club 2-1 en finale de la Crown Prince cup, et atteint avec Muharraq la finale de la Coupe de l'AFC 2006 qu'ils perdent dans le temps additionnel contre les Jordaniens de l'Al Faisaly.
Lors de la saison 2006-07, Rico remporte la supercoupe nationale contre Al Najma, et inscrit un but contre le gardien international de Bahreïn Abdulrahman AbdulKarim. Il inscrit 25 buts en 23 matchs en championnat, édition qu'il remporte. En 2008, il inscrit 19 buts en 13 matchs, remportant le titre IFFHS de meilleur buteur mondial de l'année.